# Dan Currie
Daniel George Currie (Detroit, 27 giugno 1935 – Las Vegas, 11 settembre 2017) è stato un giocatore di football americano statunitense che ha militato nel ruolo di linebacker nella National Football League (NFL).

## Carriera
Currie fu scelto come terzo assoluto nel Draft NFL 1958, la prima selezione dei Green Bay Packers. In quel draft la squadra selezionò anche Jim Taylor da LSU (2º giro, 15º assoluto), Ray Nitschke da Illinois (3º giro, 36º) e Jerry Kramer da Idaho (4º giro, 39º). tutti futuri membri della Pro Football Hall of Fame.
Nella sua stagione da rookie nel 1958 sotto la direzione di Ray "Scooter" McLean, i Packers ebbero il peggior record della lega (1–10–1); McLean fu licenziato a dicembre e Vince Lombardi fu assunto come capo-allenatore nel gennaio 1959. Dopo avere visionato i filmati della stagione precedente, Lombardi affermò che Currie sarebbe stato l'unico giocatore della squadra a non essere ceduto o svincolato. Green Bay ebbe un record di 7-5 in quella stagione, dopo di che disputò tre finali consecutive: perse contro Philadelphia nel 1960 e vinse nel 1961 e 1962, in entrambi i casi contro i New York Giants. Currie fu inserito nella formazione ideale della stagione All-Pro nel 1962, uno dei dieci giocatori dei Packers sui 22 nomi stilati dall'Associated Press, e apparve nella copertina di Sports Illustrated nel dicembre 1961.
Dopo sette stagioni a Green Bay, Currie fu scambiato con i Los Angeles Rams nell'aprile 1965 per il ricevitore Carroll Dale. Giocò due stagioni per Los Angeles, venendo svincolato prima dell'inizio della stagione 1967 all'età di 32 anni.

## Palmarès

### Franchigia
- Campionati NFL : 2

Green Bay Packers: 1961, 1962

### Individuale
- Convocazioni al Pro Bowl: 1

1960
- First-team All-Pro: 1

1962
- Second-team All-Pro: 2

1961, 1963
- Green Bay Packers Hall of Fame